# Konstantín Alekséievitx Andréiev
Konstantín Alekséievitx Andréiev (rus: Константин Алексеевич Андреев)  (Moscou, 14 de març de 1848 (Julià) - Sebastòpol, 29 d'octubre de 1921) va ser un matemàtic rus.

## Vida i Obra
Andréiev va patir una infància poc feliç: el negoci de comerç de pells que tenien els seus pares va fer fallida i ell va tenir un accident que el va deixar pràcticament cec d'un ull. Tot i haver començat tard els seus estudis secundaris, els va acabar el 1867, entrant aleshores a la universitat de Moscou en la qual es va graduar el 1871 amb una tesi sobre les taules de mortalitat que va obtenir la medalla d'or. A continuació, va seguir estudis per obtenir el grau de professor.
El 1873, per una recomanació de Nikolai Bugàiev, va presentar la seva venia legendi en la universitat de Khàrkiv i l'any següent hi començà a fer classes. Andreev va romandre vint-i-cinc anys a Jarkov (de 1873 a 1898), excepte l'any 1876 en el qual, amb una beca de la universitat, va ampliar estudis a París, Berlín i Heidelberg. Aquesta va ser l'època de la seva màxima producció científica, a més d'haver estat impulsor de la fundació de la Societat Matemàtica de Jarkov.
El 1898 va ser nomenat per una càtedra de matemàtiques a la universitat de Moscou en la qual va restar vint-i-tres anys. També va compaginar aquest càrrec amb les seves tasques a l'Escola Comercial Aleksandrov i a la Societat Pedagògica, des de on va fer molt per l'ensenyament secundari del seu país.
Andréiev és recordat, sobre tot, pels seus treballs en geometria projectiva, essent considerat el primer investigador d'aquesta branca a Rússia.